# Aligia
Aligia är ett släkte av insekter. Aligia ingår i familjen dvärgstritar.

## Dottertaxa tillAligia, i alfabetisk ordning[1]
- Aligia acutata
- Aligia alvona
- Aligia atrivena
- Aligia bicolor
- Aligia bifasciata
- Aligia bifurcata
- Aligia californica
- Aligia chiricana
- Aligia colei
- Aligia curtipennis
- Aligia dellana
- Aligia descripta
- Aligia falcata
- Aligia inscriptus
- Aligia jucundus
- Aligia lutea
- Aligia magna
- Aligia manitou
- Aligia meridiana
- Aligia mexicana
- Aligia modesta
- Aligia munda
- Aligia obesa
- Aligia obtusa
- Aligia occidentalis
- Aligia oculea
- Aligia pallida
- Aligia pallidinota
- Aligia reticulata
- Aligia riscoana
- Aligia rotunda
- Aligia santana
- Aligia turbinata
- Aligia utahna